# Euparatettix barbifemura
Euparatettix barbifemura är en insektsart som beskrevs av Zheng, Z. och X. Ou 2003. Euparatettix barbifemura ingår i släktet Euparatettix och familjen torngräshoppor. Inga underarter finns listade i Catalogue of Life.